# Floria Sigismondi
Floria Sigismondi (ur. 1965 w Pescarze) – włoska artystka, fotograf, reżyser.
Jest najlepiej znana, oprócz swoich wystaw, z reżyserowania teledysków dla Christiny Aguilery, Muse, Interpol, The White Stripes, Davida Bowie, Sheryl Crow, The Cure, Björk, Amon Tobin i Marilyn Manson.
W październiku 2004 r. urodziła córeczkę Toscę. Jej ojcem jest mąż Florii, lider zespołu Living Things, Lillian Berlin. Ich córka została nazwana po włoskiej operze Tosca. Sama Floria nosi imię po jednej z głównych bohaterek tej opery.
Sigismondi mieszka w Toronto i w Nowym Jorku

## Videografia (wybrana)
- 2013 "Mirrors" Justin Timberlake
- 2013 "The Stars (Are Out Tonight)" David Bowie
- 2011 "E.T." Katy Perry
- 2006 "Broken Boy Soldier", The Raconteurs
- 2006 "Hurt", Christina Aguilera
- 2006 "Red Flag", Billy Talent
- 2006 "Supermassive Black Hole", Muse
- 2005 "O' Sailor", Fiona Apple
- 2005 "Bom Bom Bom", Living Things
- 2005 "Blue Orchid", The White Stripes
- 2004 "The End of The World", The Cure
- 2004 "Talk Shows on Mute", Incubus
- 2004 "I Owe...", Living Things
- 2003 "Megalomaniac", Incubus
- 2003 "Fighter", Christina Aguilera
- 2003 "Bombs Below", Living Things
- 2003 "Anything", Martina Topley Bird
- 2003 "Obstacle 1", Interpol
- 2003 "Untitled", Sigur Rós
- 2002 "John, 2/14", Shivaree
- 2002 "She Said", Jon Spencer Blues Explosion
- 2002 "Black Amour", Barry Adamson
- 2001 "In My Secret Life", Leonard Cohen
- 2000 "4 Ton Mantis", Amon Tobin
- 2000 "I Have Seen It All" (interaktywna wersja), Björk
- 1999 "Get Up", Amel Larrieux
- 1998 "Can’t Get Loose", Barry Adamson
- 1998 "Most High", Robert Plant and Jimmy Page
- 1998 "Sweet Surrender", Sarah McLachlan
- 1998 "Anything But Down", Sheryl Crow
- 1997 "(Can’t You) Trip Like I Do", Filter & The Crystal Method
- 1997 "Makes Me Wanna Die", Tricky
- 1997 "Dead Man Walking", David Bowie
- 1997 "Black Eye", Fluffy
- 1996 "Little Wonder", David Bowie
- 1996 "Tourniquet", Marilyn Manson
- 1996 „Anna”, Pure
- 1996 "Beautiful People", Marilyn Manson
- 1996 "Four Leaf Clover", Catherine
- 1995 "Blue", Harem Scarem
- 1994 "The Birdman", Our Lady Peace